# Siaspi-qo
Siaspi-qo war ein nubischer König, der eventuell am Beginn des 5. vorchristlichen Jahrhunderts regierte.
Siaspi-qo ist hauptsächlich von seiner Pyramide Nu 4 in Nuri bekannt, daneben fanden sich von ihm einige mit seinem Namen beschriftete Votivopfer im Amuntempel in Meroe.